# Uralmash

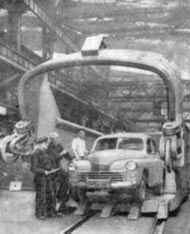
Um balde de uma das primeiras escavadeiras Uralmash com um carro Pobeda estacionado, 1952.

A Uralmash é uma empresa de produção de máquinas pesadas da empresa russa de engenharia OMZ . Sua instalação está localizada em Yekaterinburgo, na Rússia, e emprega cerca de 16.500 pessoas. A área residencial circundante onde os trabalhadores vivem também é chamada de Uralmash.
Uralmash (em russo:  Уралмаш) é uma abreviatura de Уральский Машиностроительный Завод , Ural's'kiy Mashinostroitelnyy Zavod, literalmente "Usina de Construção de Máquinas dos Urais". Historicamente, a usina também foi chamada Уральский Завод Тяжелого Машиностроения, Ural's'kiy Zavod Tyazhelogo Mashinostroyeniya, "Usina de Maquinário Pesado dos Urais" ou УЗТМ , UZTM, e por um tempo carregou o nome honorário de Usina de Maquinário Pesado dos Urais Ordzhonikidze, em homenagem a Grigoriy Ordzhonikidze.

## História
A construção da Usina de Maquinário Pesado dos Urais começou em 1926 e, em 1928, foi eleita uma "cidade socialista" especial para seus trabalhadores. A fábrica começou a operar em 1933, em conformidade com os planos do governo da URSS para a industrialização do país. Durante o período pré-Segunda Guerra Mundial, a Uralmash dependia de especialistas e equipamentos estrangeiros. Foi relatado, por exemplo, que a maior parte do maquinário da fábrica era fornecida pelas empresas estrangeiras "Hydraulik, Schlemann e Wagner", "Krigar", "Sheppard", "AEG", "Mars-Werke" e outras. A usina fabricava seus produtos (equipamentos de alto-forno, máquinas de sinterização, laminadores, prensas, guindastes, etc.) para as indústrias de mineração e metalurgia localizadas nos Urais e na Sibéria. A maioria desses produtos foi produzida a partir de projetos individuais. Ao mesmo tempo, a usina começou a desenvolver equipamentos militares, com a produção do FF Petrov designado Obuseiro M-30.

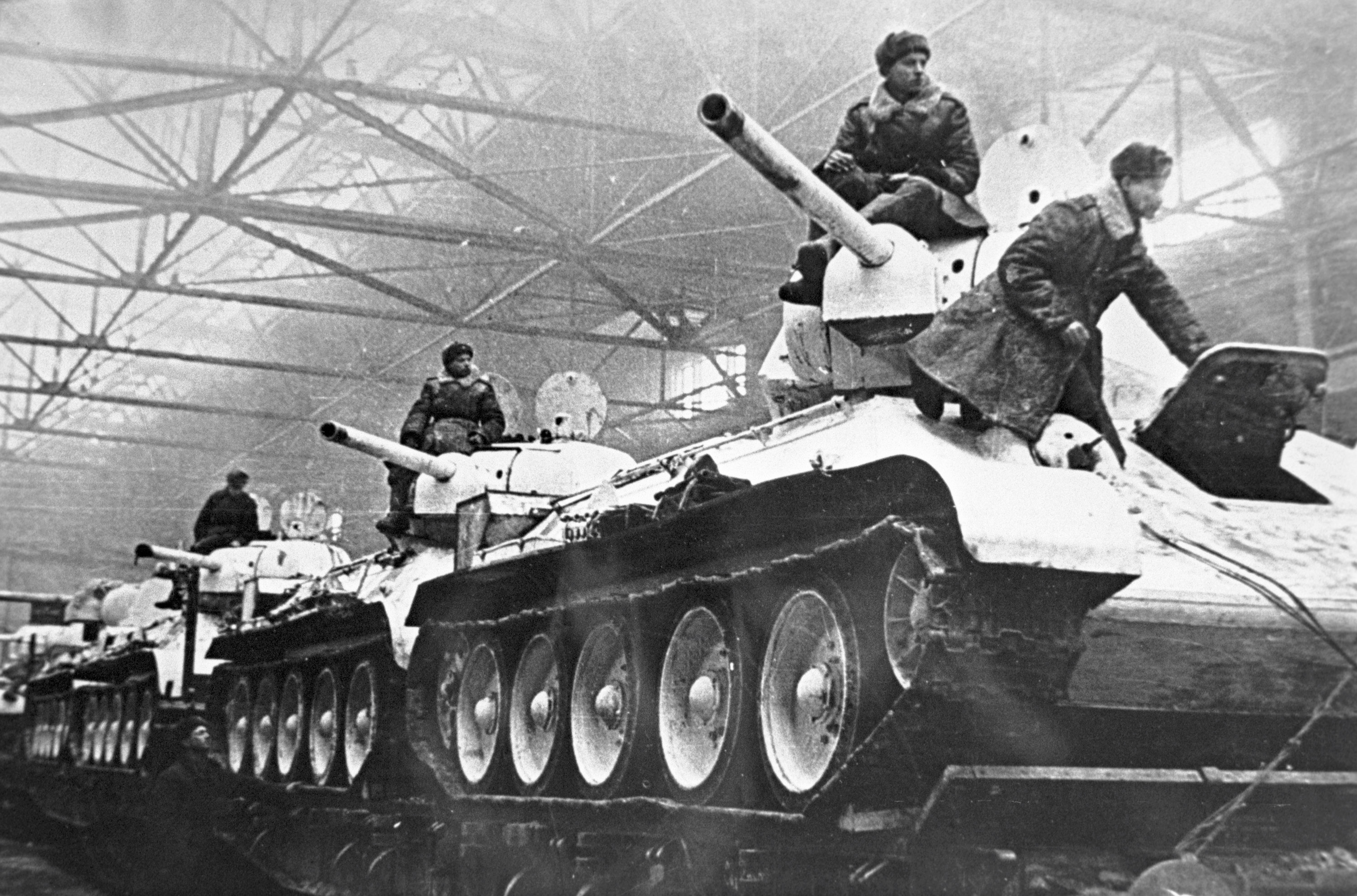
Produção de tanques T-34 nas instalações da Uralmash durante a Segunda Guerra Mundial em 1942.

Durante a Segunda Guerra Mundial, a produção em larga escala de material blindado foi organizada na fábrica. No início, a usina fabricava chassis de tanques blindados, mas em 1942, a Uralmash começou a produzir tanques T-34 e o canhão de assalto SU-122. Um ano depois, a fábrica expandiu sua produção de canhões de assalto e começou a fabricar os SU-85, SU-100 e caça-tanques baseados no projeto básico do T-34. As montagens de armas autopropulsadas construídas em Uralmash demonstraram sua eficácia no campo de batalha como uma combinação bem-sucedida de manobrabilidade de tanques T-34 e enorme poder de fogo de peças de artilharia. A usina também produziu mais de 100 canhões de assalto SU-76i, uma variante do SU-76 soviético original, baseado no chassi e nas couraças de tanques Panzer III alemães capturados e canhões de assalto / caça-tanques StuG III, a maioria dos quais caiu em mãos soviéticas após a derrota alemã na Batalha de Stalingrado no início de 1943.
Após a Segunda Guerra Mundial, o Estado fez grandes investimentos na reconstrução e expansão da fábrica de Uralmash. Essa modernização favoreceu tanto o aumento da produção quanto a produção de novas máquinas e equipamentos – pás, perfuratrizes, britadores e moinhos.
Na década de 1950, o Estado iniciou esforços para equipar as indústrias de aviação e foguetes com prensas hidráulicas pesadas. A Uralmash, em resposta a esta nova procura, criou uma gama deste tipo de equipamentos.

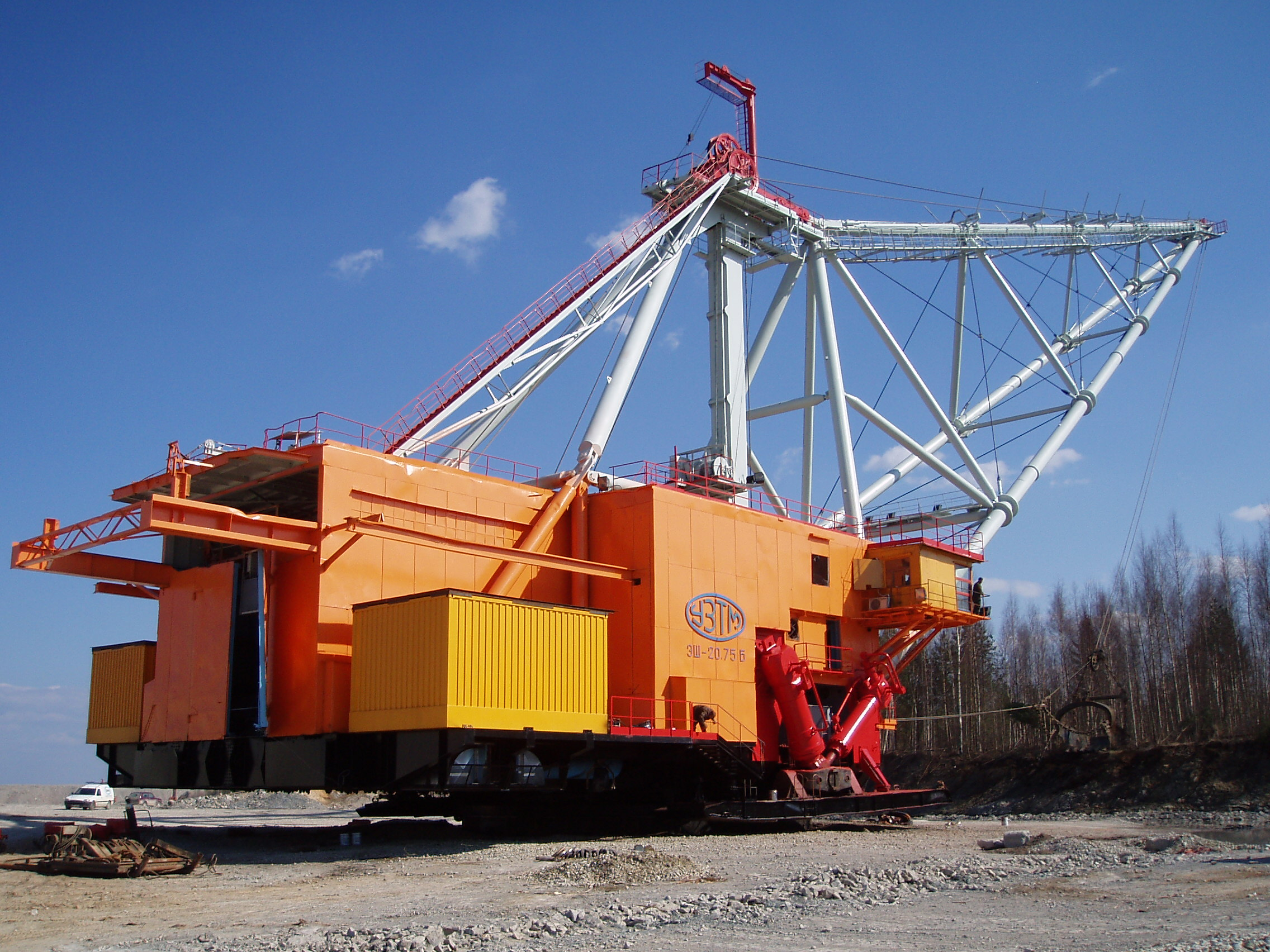
Escavadeira de dragline fabricada pela Uralmash na mina a céu aberto de xisto betuminoso de Narva, na Estônia.

Em 1949, a fábrica produziu a primeira escavadeira dragline. Na década de 1960, a fábrica projetou e fabricou draglines com lanças de 90 a 100m de comprimento. Agora, mais de 200 draglines ambulantes estão em operação em minas na Sibéria e no Extremo Oriente. Um terço do total de carvão produzido pela fundição a céu aberto é extraído com a ajuda de draglines.
As plataformas de perfuração fabricadas pela Uralmash foram de primordial importância no desenvolvimento das regiões de petróleo e gás da URSS, incluindo a Sibéria Ocidental, com seu clima severo. As perfuratrizes extra-profundas projetadas e fabricadas na usina permitiram atingir a profundidade de 13km, como no Poço Superprofundo de Kola, e obter pela primeira vez amostras de rochas com aproximadamente 3 bilhões de anos. Além de plataformas terrestres, a Uralmash também projeta equipamentos de perfuração offshore.
Em 1971, Uralmash tornou-se a empresa principal de uma associação industrial. A associação também abraçou o Instituto de Pesquisa de Maquinário Pesado, a Fábrica de Construções Metálicas e Estruturas de Perfuração do Alto Pyshminsk, a Fábrica de Forjamento e Fundição de Nevyansk, a Fábrica de Montagem de Bulanash, a Fábrica de Equipamentos Metalúrgicos e de Perfuração de Sverdlovsk e a Fábrica de Equipamentos da Mina de Sverdlovsk.
Por pelo menos parte do final dos anos 1980 e início dos anos 1990, a fábrica foi controlada, pelo menos em parte, pela gangue Uralmash, uma organização de extorsão.
De acordo com a lei da Federação Russa, a Uralmash foi transformada em dezembro de 1992 em uma sociedade anônima aberta sob o nome "A Usina de Construção de Maquinário Pesado dos Urais". Em 1996 a Uralmash tornou-se parte da OMZ, uma das maiores corporações de engenharia da Rússia, fundada e inicialmente liderada por Kakha Bendukidze.
Em 2005, a Gazprom adquiriu o controle acionário da OMZ e da Uralmash.
Em fevereiro de 2007, a OMZ e a Metalloinvest concordaram em criar um complexo fabril comum. A OMZ contribuiu com suas participações na Uralmash para a joint venture, enquanto a Metalloinvest contribuiu com suas participações na ORMETO-YuUMZ. A consolidação resultou na criação de um grande conglomerado de construção de máquinas, com uma posição de liderança no mercado de equipamentos metalúrgicos da CEI, e com uma participação de mercado conjunta no segmento de equipamentos metalúrgicos na Rússia excedendo a 40%.
O primeiro diretor da Uralmash foi AP Bannikov. Oleg Danchenk atuou como Diretor Geral a partir de 2009. Danchenko e o primeiro vice e diretor-geral da Uralmash-Engenharia, Boris Belman, renunciaram aos seus cargos na empresa em março de 2016. O atual Diretor Geral da Uralmash é Sokolov Sergey Olegovich.
Em 2016, a Uralmash e a fabricante de aço indiana SRB International anunciaram que estavam embarcando em uma joint venture para produzir equipamentos pesados para o setor indiano de aço e mineração.

## Literatura
- Bakunin, A. (1967). Коммунисты Свердловска во главе масс (em russo). Ekaterinburg: [s.n.]

- Bakurskyi, Viktor; Solomonov, Boris (2020). Оружие Победы (em russo). Moscow: Rosmen. ISBN 978-5-353-09553-8

- Benua, Sofia (2015). Достижения в СССР. Хроники великой цивилизации (em russo). Moscow: Algoritm. ISBN 978-5-4438-1006-5

- Kolomiets, Maxim (2017). Советский средний танк Т-34. Лучший танк Второй мировой (em russo). Moscow: Eksmo. ISBN 978-5-699-98091-8

- Liu; Drzewieniecki, eds. (2022). Russian Studies, Political Science, and the Philosophy of Technology. Washington: Lexington Books. ISBN 9781666906363 |nome4= sem |sobrenome4= em Editors list (ajuda)

- Luchenko, Ksenya (2016). Россия: взгляд с колокольни. От Калининграда до Якутии (em russo). [S.l.]: Nikea. ISBN 978-5-91761-495-3

- Pulham, Francis; Kerrs, Will (2021). T-34 Shock: The Soviet Legend in Pictures. [S.l.]: Fonthill Media. ISBN 9781781558461

- Shunkov, Viktor (2005). Артиллерия Красной Армии и Вермахта Второй мировой войны (em russo). Moscow: AST. ISBN 985-13-2697-6

- Zaloga, Steven J. (2019). SU-76 Assault Gun. [S.l.]: Bloomsbury Publishing PLC. ISBN 9781472831866